# Sara Montes
Sara Rodríguez Orozco (Michoacán de Ocampo, Morelia, 7 de junio de 1926), conocida como Sara Montes, es una actriz mexicana.

## Biografía y carrera

### 1926-1945: primeros años
Sara Rodríguez Orozco nació el 7 de junio de 1926 en Michoacán de Ocampo, Morelia.

### 1945-2016: incursión y consagración artística
Cumplidos los diecinueve años de edad, en 1945, luego de verse atraída por la popularidad y el crecimiento que el cine mexicano se encontraba gozando gracias a la Época de Oro, se mudó a Ciudad de México en busca de perseguir una carrera como actriz. Una vez allí, solía buscar oportunidades rondando por diferentes estudios cinematográficos, donde en uno de ellos fue vista por Jorge Negrete, quien se encontraba filmando la película, En tiempos de la inquisición. Al platicarle sobre sus aspiraciones artísticas, la ayudó consiguiéndole un papel como extra en la antedicha cinta, que se estrenó en 1946. Un año después, en 1947, se lanzaron los filmes El tigre de Jalisco y  Los tres García, en los que nuevamente trabajo con personajes secundarios, destacando por la última al haber sido compañera de reparto de Pedro Infante.
No fue sino hasta 1948 que finalmente se le dio un papel formal, coprotagonizando junto a Luis Aguilar en El muchacho alegre. Esta intervención consagró indirectamente su carrera al convertirse en una de las pocas actrices que trabajaron junto a Luis Aguilar, Pedro Infante y Jorge Negrete, tres de los artistas más rentables de la Época de Oro que llegaron a ser considerados como ídolos de México. De ahí en adelante, su trayectoria ascendió hasta la conclusión del cine de oro en 1956, con títulos como; El cuarto mandamiento (1948), El Colmillo de Buda (1949), Ángeles de arrabal (1949), El baño de Afrodita (1949), Dos gallos de pelea (1950), Cuatro contra el mundo (1950), Nosotras las taquígrafas (1950), y El lunar de la familia (1953).
En 1961, debutó en televisión con la telenovela La leona. Posteriormente, a partir de 1963 comenzó a ser profesionalmente inconstante para poder darse el tiempo de formar una familia. Sus trabajos en películas se redujeron en los siguientes años, y las únicas dos cintas que le dieron notoriedad en esta etapa, fueron, Traigo la sangre caliente de 1977 y Los años de Greta de 1992. Persuadida por su intima amiga, la también actriz Beatriz Sheridan, hizo un regreso actoral a tiempo completo en los años noventa y los dos mil, interviniendo en telenovelas como María Mercedes (1992-93), Marimar (1994), María la del barrio (1995-96), La usurpadora (1998), La intrusa (2001), Peregrina (2005), y Cuidado con el ángel (2008-09).
En 2011, se lanzó Cartas a Elena, su proyecto cinematográfico final.

### 2016: retiro
En 2016, apareció en el episodio «Robo de identidad» de la serie antológica La rosa de Guadalupe. Esta participación marcó su último trabajo filmográfico, y el mismo año, se retiró del medio artístico y de la vida pública.

## Filmografía

### Cine
| Año  | Título                       | Papel                     | Notas         |
| ---- | ---------------------------- | ------------------------- | ------------- |
| 1946 | En tiempos de la inquisición | Espectadora en la hoguera | No acreditada |
| 1947 | El tigre de Jalisco          | Mujer en restaurante      | No acreditada |
| 1947 | Yo maté a Rosita Alvírez     | Mesera                    | No acreditada |
| 1947 | Los tres García              | Una de las abandonadas    | No acreditada |
| 1948 | El muchacho alegre           | Martita                   |               |
| 1948 | El cuarto mandamiento        | Anita                     |               |
| 1949 | Comisario en turno           | Cabaretera gacha          |               |
| 1949 | El Colmillo de Buda          | Personaje desconocido     |               |
| 1949 | Ángeles de arrabal           | Lucha                     |               |
| 1949 | El baño de Afrodita          | Lidia                     |               |
| 1950 | Dos gallos de pelea          | Rosa, la Sianca           |               |
| 1950 | Cuatro contra el mundo       | Novia de Tony             |               |
| 1950 | Te besaré en la boca         | María Victoria            |               |
| 1950 | Nosotras las taquígrafas     | Bertha                    |               |
| 1951 | Los enredos de una gallega   | Magda                     |               |
| 1951 | Canasta uruguaya             | Guillermina               |               |
| 1953 | Por el mismo camino          | Bertha, mesera            |               |
| 1953 | El lunar de la familia       | Lupita                    |               |
| 1955 | Música, espuelas y amor      | Sirvienta                 |               |
| 1955 | La barranca de la muerte     | Esmeralda                 |               |
| 1957 | La mujer de dos caras        | Estela                    |               |
| 1957 | Los televisionudos           | Personaje desconocido     |               |
| 1958 | La guarida del buitre        | Flora                     |               |
| 1958 | Los muertos no hablan        | Cristina Moreno           |               |
| 1959 | La vida de Agustín Lara      | Violeta                   |               |
| 1960 | El gran pillo                | Carolina, la viuda        |               |
| 1963 | Voy de gallo                 | Mónica                    |               |
| 1977 | Traigo la sangre caliente    | Sra. Altamirano           |               |
| 1980 | Hijos de tigre               | Madre de Miguel           |               |
| 1980 | El Guardaespaldas            | Sol                       |               |
| 1989 | Fiesta de sangre             | Personaje desconocido     |               |
| 1991 | Amor y venganza              | Personaje desconocido     |               |
| 1992 | Los años de Greta            | Pasajera en autobús       |               |
| 1998 | Más allá de la usurpadora    | Eloína                    | Telefilme     |
| 2006 | La mesa que más aplauda      | Doña Clara                |               |
| 2011 | Cartas a Elena               | Vieja Ríos                |               |

### Televisión
| Año     | Título                       | Papel                    | Notas           |
| ------- | ---------------------------- | ------------------------ | --------------- |
| 1961    | La leona                     | Personaje desconocido    |                 |
| 1972    | Las fieras                   | Fanny                    |                 |
| 1989    | Simplemente María            | Elvira                   |                 |
| 1991    | La pícara soñadora           | Doctora                  |                 |
| 1992    | El abuelo y yo               | Prefecta                 |                 |
| 1992    | Carrusel de las Américas     | Personaje desconocido    |                 |
| 1992-93 | María Mercedes               | Rebeca                   |                 |
| 1993    | Sueño de amor                | Personaje desconocido    |                 |
| 1994    | Marimar                      | Abuela Edelmira          |                 |
| 1994-97 | Mujer, casos de la vida real | Varios personajes        | Tres episodios  |
| 1995-96 | María la del barrio          | Elisa                    |                 |
| 1997    | Huracán                      | Ifigenia                 |                 |
| 1998    | La usurpadora                | Eloína                   |                 |
| 1999    | Rosalinda                    | Sandra Pacheco de Rivera |                 |
| 2001    | Mujer bonita                 | Teresa                   |                 |
| 2001    | La intrusa                   | Balbina                  |                 |
| 2003    | Bajo la misma piel           | Amiga de Esther          |                 |
| 2005    | Peregrina                    | Fermina                  |                 |
| 2008-09 | Cuidado con el ángel         | Balbina                  |                 |
| 2010-16 | La rosa de Guadalupe         | Varios personajes        | Siete episodios |